# Старое Рахино
Старое Ра́хино — деревня в Крестецком районе Новгородской области. Входит в состав Новорахинского сельского поселения.

## География
Деревня Старое Рахино расположена на реке Холова, в 7 км к западу от федеральной автодороги «Россия» М10, в 13 км к югу от посёлка Крестцы.
На юге от Старого Рахино находится озеро Ямно.
Улицы:
- Луговая
- Отрадная
- Солнечная

## Население
В 1897 году — 942 человека.
В 1908 году — 993 человека.
В 2002 году — 165 человек.
| 2010 |
| ---- |
| 144  |

В 2013 году — 119 человек; в 2014 году — 107 человек.

## История
В XV—XVI веках Рахино — «вопчая» (то есть общая, разделённая на участки, отданные нескольким землевладельцам, помещикам) деревня Локоцкого погоста Деревской пятины Новгородской земли. Находилась на границе с Листовским погостом.
В 1475 году Иван III ехал из Москвы в Новгород через Рахино.
После присоединения в 1478 Иваном III Новгорода к Московской Руси увеличилось значение Большой Московской дороги, проходившей через Рахино. Вблизи моста через Холову в вопчей деревне Рахино была обжа богатого землевладельца Новгородской боярской республики Матвея Константиновича Доможирова, переданная Василием III в начале XVI века «за службу и на время службы» Малафею Захаровичу Кишкину. В 1550, после смерти Алексея Малафеевича Кишкина, служившего Ивану IV, эта земля пустовала.
Из приправочной писцовой книги письма Василия Ивановича Калитина 1550—1551: 

Да в вопчей деревни Рахине у мосту на Матфеевской половине Доможырова, что была за Олексеем за Кишкиным, обжа пуста…— 
В писцовой книге 1582 упоминается деревня Рахин-Мост на Московской дороге по обе стороны реки Холова в составе Листовского погоста.
Из книги Васильева В. Л. «Архаическая топонимия Новгородской земли»(стр.220):

дер. Старое Рахино — в конце XV—XVI вв. называлась дер. Рахино у моста (или Рахин мост) Локоцкого пог. близ границы с Листовичским пог. Дер. пят. [НПК II, 17; ПКНЗ 4, 134, 191; 5, 111, 259], позднее ойконим Рахин мост фигурирует, в частности, в судебных документах 1650 г. [Мятежное время, лл. 158, 159, 165] и в грамоте патриарха Никона Иверскому монастырю 1653 г. [АИ IV, 192].— 
Во время событий Смутного времени в деревне Рахин Мост или в её округе построено небольшое укрепление - острожек. В 1613 году во время боевых действий против шведов, Рахин острожек стал местом, где русский воевода Исак Сунбулов ожидал прихода более крупных сил, возглавляемых воеводой князем Дмитрием Трубецким.
В 30-е гг. XVII века село Рахин Мост принадлежало боярину князю Дмитрию Михайловичу Пожарскому. Ранее он купил его для сына Фёдора, который рано умер. Село было большим и богатым. В 1653 г. патриарх Никон купил его за 2000 рублей у князя Ивана Дмитриевича Пожарского.
В 1776—1796, 1802—1922 село находилось в Крестецком, а в 1796—1802,1922—1927 — в Валдайском уезде Новгородской губернии.
Крупное село Рахино отмечено на картах 1787, 1788(53-й лист), 1792, 1799, 1807, 1808, 1812, 1816, 1821, 1829, 1825, 1826—1840, 1837, 1843 годов; находилось на Старо-Московском тракте, исторической «столбовой» дороге из Петербурга в Москву.
В начале XIX века была образована Рахинская волость с центром в селе Рахино, занимавшая юго-западную половину территории современного Новорахинского сельского поселения.
После открытия в 1834 году нового «Московского шоссе» на его пересечении со старой дорогой из Рахино в центр соседней Китовской волости Локотско преимущественно выходцами из Рахино стала создаваться новая деревня, получившая название Новое Рахино. На карте 1844 года из них пока отмечено только Рахино, впоследствии получившее название Старое.
В селе Рахино имелась каменная Церковь Рождества Пресвятой Богородицы, построенная в 1837 году в честь Тихвинской иконы Божьей матери,
3 часовни, земская школа.
В 1845 году в селе была открыта сельская школа Новгородской палаты госимуществ. В 1862 году в ней работал один учитель и обучалось 30 детей (28 мальчиков и 2 девочки).
Имелся хлебо-запасной магазин, 3 чайные, винная и прочие мелкие лавки, кузница, две мельницы.
Село Старое Рахино считается родиной народного промысла, известного под названием «Крестецкая строчка».
С 1860-х годов местные крестьянки стали наносить особенные узоры на домотканое льняное полотно. Недорогие изделия пользовались большим спросом у скупщиков, которые, в свою очередь, продавали их в больших городах. Надомный промысел Крестецкая строчка распространился за пределы Рахинской волости только после 1890 года.
В 1908 году село Старое Рахино состояло из 256 дворов с населением в 993 жителя Общая динамика населения Рахинской волости в 1909—1917 позволяет предположить 1270 человек к 1917 году.
В 1911 году в селе Старое Рахино было открыто почтово-телеграфное отделение.
Из статьи Э.Авдеева о рахинской земле: 

''В начале XX века в Старом Рахине было две мельницы, где мололи зерно, изготовляли крупы, льняное масло. Крестьяне жили зажиточно, поэтому большая часть из них активно противилась новому строю после Октябрьской революции.
В период раскулачивания много крестьян было выслано, а в 1929 г. случился большой пожар, который уничтожил 120 домов. Облик села сильно изменился — сгорели лучшие постройки. Война 1941—1945 гг. ещё больше разорила село. 300 человек старорахинцев были отправлены на фронт и 192 человека не вернулись домой.— 
Зажиточное село Старое Рахино после 1917 года постепенно приходило в демографический и социальный упадок не только вследствие обычных для русских сёл причин, таких как «Красный террор», «сталинские» репрессии, Великая Отечественная война, урбанизация, но также и в результате поэтапной передачи функций административного центра в Новое Рахино, имеющее значительно более короткую историю.
В 1924 Рахинская волость была упразднена, Старое Рахино стало центром Старорахинского сельсовета Крестецкой волости.
В 1927—1961 в Крестецком районе имелся Старорахинский сельсовет, в 1961 был включён в состав Новорахинского сельсовета.
В 1961—1993 в Старом Рахино находилось отделение совхоза «Амосовский», специализировавшегося на выращивании картофеля, зерновых, и, особенно, — мясном скотоводстве.

## Экология
В 2009—2011 на территории Новорахинского сельского поселения были построены и развернули деятельность 6 объектов птицеводческого комплекса предприятия «Белгранкорм — Великий Новгород», что сразу дало сотни новых рабочих мест и привело к серьёзным экологическим проблемам. Старое Рахино и Ракушино погрязли в мухах и характерном запахе.
«Белгранкорм» подвергся резкой критике.
После принятия «Белгранкормом» ряда мер, в том числе исправления технологии переработки отходов, эту проблему к 2015 в значительной степени удалось решить, однако в 2017 прокурорские проверки выявили в деятельности «Белгранкорм» факты выбросов вредных веществ в атмосферный воздух без специального разрешения.
Ещё более сложной оказалась проблема загрязнения водных объектов Крестецкого района, в том числе реки Холова, отходами органического происхождения. Из-за сбросов в Холову отходов производства река перестала замерзать.
Проверки «Белгранкорма» «Росприроднадзором» в 2017 выявили ряд нарушений и привели к многочисленным штрафам.

## Достопримечательности
- Каменная Церковь Рождества Пресвятой Богородицы построена в 1837 году[57].
- В 2012—2014 на восточной окраине деревни Старое Рахино построена Церковь Царственных Мучеников[58].

## Транспорт
Через Старое Рахино проходят автобусы «Великий Новгород — Сомёнка», «Крестцы — Сомёнка», «Крестцы — Зелёный Бор».

## Культура
В Старом Рахино есть библиотека (д.115).

## Известные уроженцы
- Васильев, Александр Филиппович (1902—1984) — советский военный разведчик и военный дипломат

## Факты
- Праздник села Старое Рахино — 9 июля, в честь Тихвинской иконы Божией Матери[62][63].
- Весной 1949 года в деревню приезжала Ольга Берггольц, что нашло отражение в её дневниках[64][65].
- В 1988 году режиссёр Николай Владимирович Обухович[66] на Ленинградской студии документальных фильмов снял фильм «Жизнь по лимиту»[67][68] об уроженке села Старое Рахино Антонине Павловне Разживиной, переехавшей после Великой Отечественной войны на работу в Ленинград. Фильм был показан по Центральному Телевидению СССР.